# أمريكان ميجا تراندز

## نبذة عن الشركة
شركة أمريكان ميجا تراند هي شركة أمريكية تأسست سنة 1985، أشهر منتج للشركة هو رقاقات البايوس وللشركة منتجات أخرى كثيرة
تدعي الشركة بأنها:
- أول من أنتج اللوحات الأم.
- أول من أنتج معالج من نوع quad-Xeron
- أول من أنتج أجهزة تدعم منافذ الـ USB
- أول من اخترع واجهة صيغ رسومية للبيوس مع إمكانية استعمال الفأرة
- أول من دمج برامج التشخيص مع واجهة الصيغ
- أول من دعم موصلات من نوع ساتا

### مكاتب الشركة
و للشركة مكاتب في كل من :
- نوركروس، جورجيا (الولايات المتحدة الأمريكية)
- مكاتب ميدانية في أمريكا في كل من : تكساس، كاليفورنيا، أوريجون ونيويورك.
- الصين.
- تايوان.
- ألمانيا.
- الهند.
- اليابان.
- كوريا.